# 戦場に咲いた一輪の花
「戦場に咲いた一輪の花」（せんじょうにさいたいちりんのはな）は、飛蘭の5枚目のシングル。2010年7月21日にLantisから発売された。

## 解説
- 表題曲「戦場に咲いた一輪の花」は、PS3専用ゲームソフト『白騎士物語 -光と闇の覚醒-』のオープニングテーマとして採用されている。
- 作詞は同ゲームのプロデュサー・日野晃博が担当している。

## 収録曲
（全作詞：日野晃博、作曲・編曲：上松範康（Elements Garden））
1. 戦場に咲いた一輪の花 [5:14]
2. とべ青い鳥 [6:04]
3. 戦場に咲いた一輪の花（off vocal）
4. とべ青い鳥（off vocal）

## タイアップ
| 曲名                 | タイアップ                                                 |
| -------------------- | ---------------------------------------------------------- |
| 戦場に咲いた一輪の花 | PS3用ゲーム『白騎士物語 -光と闇の覚醒-』オープニングテーマ |